# Джими Тенор
Ла́сси О́смо Та́пио Ле́хто (фин. Lassi Osmo Tapio Lehto; род. 27 марта 1965, Лахти), более известный как Джи́ми Те́нор (англ. Jimi Tenor) — финский музыкант, тенор-саксофонист.

## Биография
Родился в 1965 году в Лахти.
В качестве псевдонима он взял имя американского певца и актёра Джимми Осмонда, который был его кумиром в юности, и первую часть названия тенор-саксофона.
В 1988 году его группа Jimi Tenor & His Shamans выпустила дебютную пластинку, а первый сольный альбом Джими Тенора вышел в 1994 году. Тогда же стала хитом композиция «Take Me Baby». Он выпускал альбомы на лейблах Sähkö Recordings, Warp Records и Kitty-Yo. Джими несколько раз выступал с Avante Guarde big band Flat Earth Society.
В 2009 году его кавер-версия песни Elektroids вошла в сборник Warp20 (Recreated), и кроме того, там появилась композиция Тенора «Paint the Stars» в исполнении Hudson Mohawke.

## Дискография
| - Total Capacity of 216,5 Litres, 1988 - Diktafon, 1989 - Mekanoid, 1990 - Fear of a Black Jesus, 1992 - Sähkömies, 1994 - Europa, 1995 - Intervision, 1997 - Venera EP, 1998 - Organism, 1999 (Warp / Sire Records) - Out Of Nowhere, 2000 - Cosmic Relief EP, 2001 - Utopian Dream, 2001 - Higher Planes, 2003 - Beyond The Stars, 2004 - Deutsche Grammophon ReComposed by Jimi Tenor, 2006 - Live in berlin, 2007 | - Sunrise, 2006 - Joystone, 2007 - 4th Dimension, 2009 - Inspiration Information 4, 2009 - Itetune, 2011 |